# Herbert Wahrendorf
Herbert Wahrendorf (* 29. August 1919 in Magdeburg; † 21. Februar 1993 in Vogelsang bei Gommern) war ein deutscher Pädagoge, Sportler und Sportfunktionär.

## Leben
Wahrendorf wurde als Kind einer Familie aus dem Arbeitermilieu geboren.

### Beruflicher und politischer Werdegang
Nach seinem Schulabschluss lernte er zunächst Kaufmann um dann jedoch nach 1945 eine Ausbildung zum Neulehrer zu durchlaufen. Er unterrichtete bis 1949 an der Grundschule Salbke und übernahm dann als Leiter die Geschwister-Scholl-Schule in Buckau. Diese Schule wurde mit ihm als Direktor zur ersten zehnklassigen Schule in Magdeburg. In dieser Zeit lebte Wahrendorf im Magdeburger Stadtteil Fermersleben an der Adresse Am Klosterfeld 3.
1953 übernahm er dann den Aufbau der Kinder- und Jugendsportschule im Schulkomplex am Westring in Magdeburg, die 1957 und 1959 als beste Schule ihrer Art ausgezeichnet wurde und bei Sportfesten siegte. Aus ihr ging das heutige Sportgymnasium Magdeburg hervor. Schüler und Absolventen der Schule gewannen nationale und international bedeutende Wettbewerbe, bis hin zu den Olympischen Spielen. Er begründete auch die Tradition der Hallensportfeste Magdeburger Schulen. Er amtierte bis 1985 als Direktor und war damit der dienstältesten Leiter einer Kinder- und Jugendsportschule und legte einen Grundstein für das Selbstverständnis Magdeburgs als Stadt des Sports. Besonders engen Kontakt hatte Wahrendorf zu den Handballtrainern Bernhard Kandula und Klaus Miesner. Ende der 1980er Jahre wohnte Wahrendorf im Westring 11 in Stadtfeld Ost.
Von 1961 bis 1990 gehörte er der Stadtverordnetenversammlung Magdeburgs an. Im Zeitraum zwischen 1961 und 1965 war er Leiter der Ständigen Kommission für Körperkultur und Sport. Danach fungierte er bis 1990 als Vorsitzender der Ständigen Kommission für Volksbildung.

### Leistungssportler und Sportfunktionär
Wahrendorf spielte bei der Betriebssportgemeinschaft der Maschinenfabrik Buckau R. Wolf, dem späteren Motor Südost Feldhandball und wurde 1948/49 ostdeutscher Meister in dieser in der Region damals populären Sportart. Er gehörte der DDR-Nationalmannschaft an und spielte achtmal als deren Kapitän. 16 Einsätze hatte er für die Landesauswahl Sachsen-Anhalts. Verletzungsbedingt musste er seine sportliche Karriere dann jedoch beenden.
1953 gründete er die Betriebssportgemeinschaft (BSG) Einheit Pädagogik Magdeburg. Mit der Gründung des Sportclub Magdeburg (SCM) gehörte er dem dortigen Vorstand an und wurde später Vizepräsident des SCM. Diese Funktion hatte er bis 1989 inne. 1992 gründete er den SCM-Ältestenrat, dessen Vorsitzender er bis zu seinem Tode 1993 blieb.
Im Jahr 1966 wurde er zum Vizepräsidenten des Handballverbandes der DDR gewählt.

## Auszeichnungen
Im Jahr 1958 wurde er als Verdienter Lehrer des Volkes ausgezeichnet. Darüber hinaus erhielt er den Vaterländischen Verdienstorden der DDR in Bronze und Silber. Die Friedrich-Ludwig-Jahn-Medaille, die höchste Auszeichnung des Deutschen Turn- und Sportbundes, wurde ihm 1974 verliehen. 1979 durfte er sich zu seinem 60. Geburtstag in das Ehrenbuch seiner Heimatstadt eintragen.